# XHamster
xHamster er en gratis pornografi hjemmeside med hovedkvarter i Houston, Texas, USA. I November 2015 fik siden en Alexa rank som nummer 72 hvilket gør siden som en af verdens top 100 sider.

## Ondsindede reklamer
Forsker Conrad Longmore mener at der er malware programmer på reklamerne der bliver vist af siden, hvilket installerer farlige filer på brugerens maskiner uden deres tilladelse. Mr Longmore fortalte til BBC at de to populære sider – XHamster og Pornhub – udgør den største trussel.